# Stian Sommerseth
Stian Sommerseth, né le 24 mars 1985 à Lillehammer, est un coureur cycliste norvégien.

## Palmarès
- 2003
  - 2e du championnat de Norvège du critérium juniors
  - 2e du championnat de Norvège sur route juniors
- 2007
  - 2e du championnat de Norvège sur route espoirs

## Classements mondiaux
| Année           | 2005  |
| --------------- | ----- |
| UCI Europe Tour | 1213e |